# トゥディヤ
トゥディヤ（Tudiya、Tudia、アッカド語: 𒂅𒁲𒅀）はアッシリア王名表に記載されている最初のアッシリアの君主。初期アッシリア時代を統治した人物であるが、これは既知の同時代史料からは証明されていない。彼は「天幕に住んだ17人の王たち」の一人としてリストされている。その実在は考古学的には証明されておらず、その他の史料からも立証されていない。アッシリア王名表によれば、アダムが彼の跡を継いだ。

## アッシリアとバビロンの系譜
トゥディヤを含む最初期のアッシリア王たちについてわかっていることはほとんど何もない。彼らについての情報はアッシリア王名表の記述がほとんど全てである。
この王名表では、トゥディヤの跡はアダムが継ぎ、さらにその後15人の支配者（ヤンキ、スフラム、ハルハル、マンダル、イムツ、ハルツ、ディダヌ、ハヌ、ズアブ、ヌアブ、アバズ、ベル、アザラハ、ウシュピア、アピアシャル）が「天幕に住んだ17人の王たち」として記載されている。
彼らについて具体的なことは何もわからないが、遥か後のバビロン王ハンムラビの祖先系譜をリストしているバビロニア語の粘土板にトゥディヤからヌアブまで同じ名前が登場することが指摘されている
このバビロンの文書ではトゥディヤ（Tudiya）の名前はトゥブティヤムタ（Tubtiyamuta）またはトゥブティヤムトゥ（Tubtiyamutu）という非常に崩れた形になっている。これは後続のアダム（Adamu）の名前と結合したものと思われる。この文書で2番目にリストされているTu-ub-ti-ya-mu-taや3番目のYa-am-qu-uz-zu-ḫa-lam-maのような名前は、Tu(b)ti(ya)と(Y)amuta/Atamu（アッシリア王名表ではTudiyaとAdamu）、YamquとSuḫ(ḫa)la(m)ma（アッシリア王名表ではYangiとSa/i/uḫlamu）のようにアッシリア王名表の2名の名前に対応するものとして分解できる。そしてアッシリア王名表では版による違いはあるものの、YangiとSa/i/uḫlamuなど一部の王名は1行に2名書かれている。このような類似性が偶然の産物ではないことはほとんど疑問がない。その他の人名もḪeana（バビロン）とḪanū（アッシリア）、Ditānu（バビロン）とDidānu（アッシリア）、Zummabu（バビロン）と Zu'abu（アッシリア）のように対応する（ただし系譜上の位置が一致するわけではない）。これらのうちのいくつかは別の史料では西セム人ないしアムル人（アモリ人）の部族名として登場する。
アッシリア王名表のTudiyaとハンムラビ王朝の系譜に登場する名前から抽出できるTubti(ya)はいずれも口伝で伝わって来た名前を文字化したものと考えられ、どちらの方がより元来の形を維持しているのかは判別できない。フィンケルステインは、仮にTudiyaがよりオリジナルの形を維持しているとするならば、トゥディヤ（Tudiya）という名前はatūduまたはdūdu（野生の牡羊）と関連付けられるかもしれないとする。このことはセム人がしばしば部族名に動物名を用いることと合致し、またディダヌ(Didānu/Ditānu、オーロックス・野牛)のように同種の解釈が可能な王名が他にも存在している。

## 年代
トゥディヤは時に、エブラ王イサル・ダムの宰相イブリウムやアッカド帝国の王サルゴンの同時代人として、紀元前23世紀頃の人物とされることがある。